# Acacia trijuga
Acacia trijuga är en ärtväxtart som beskrevs av Carlos Toledo Rizzini. Acacia trijuga ingår i släktet akacior, och familjen ärtväxter. Inga underarter finns listade i Catalogue of Life.